# زیردریایی کلاس چارلی
زیردریایی کلاس چارلی (به انگلیسی: Charlie-class submarine) یک کلاس از زیردریایی است که طول آن Charlie I class: 95m (311ft)Charlie II class: 103m (340ft) می‌باشد.